# Тайняшево
Тайня́шево (рос. Тайняшево, башк. Тайнаш) — село у складі Чекмагушівського району Башкортостану, Росія. Адміністративний центр Тайняшевської сільської ради.
Населення — 487 осіб (2010; 557 у 2002).
Національний склад:
- башкири — 56 %
- татари — 41 %